# Wilhelm Streitberg
Wilhelm August Streitberg (Rüdesheim am Rhein, 23 februari 1864 - Leipzig, 19 augustus 1925) was een van de eerste professoren Indogermanistiek.
Hij studeerde in Leipzig bij bekende docenten Indoeuropese taalwetenschappen als Karl Brugmann en Ernst Windisch. Na zijn promoveren werd hij hoogleraar Indogermaanse taalwetenschappen en Sanskriet aan de Universiteit van Freiburg. In 1899 trok hij naar Münster waar hij Bartholomae opvolgde.
Streitbergs Urgermanische Grammatik (1896) wordt - in herziene vorm uiteraard - nog steeds gebruikt door Oudgermanisten. Samen met Karl Brugmann stichtte hij het tijdschrift Indogermanische Forschungen (1891).